# Inaktelke
Inaktelke (románul Inucu) falu Romániában, Kolozs megyében. A szomszéd falvakhoz képest a leghomogénebb magyar település, lakosainak 100%-a magyar nemzetiségű és a református gyülekezet tagja. Kolozs megyében itt kezdték el először a szelektív hulladékgyűjtést.

## Fekvése
Közvetlenül a Nagyvárad–Kolozsvár-vasútvonal és a Kolozsvár–Egeres-autóút között, a Nádasdarócot Gyerővásárhellyel összekötő úton fekszik. Egy domb választja el Egerestől, amelyet az inaktelkiek Ligetnek vagy Lügetnek neveznek.
Nádasdaróc felől aszfaltozott úton közelíthető meg, de van egy földesút-bejárata is Gyerővásárhely felől.

## Története
Írásos emlékek szerint a falu már az 1200-as évek közepén létezett. A történelme folyamán több neve is volt, mint pl. Villa Inocu, Inuka, Inoka stb., de feltehetően helyet is változtatott. Eszerint a régi falu a helybeliek által Cserének (értsd: cserebere, elcserélés) nevezett, a falutól egy km-re délkeletre található sík tetejű dombon volt. A domb a csere folytán valószínűleg innen kapta nevét.
Magyar lakossága a reformáció óta református, gyülekezete az erdélyi református egyházkerület kalotaszegi egyházmegyéjének tagja.
A falu a trianoni békeszerződésig Kolozs vármegye bánffyhunyadi járásához tartozott. 1850-ben 430 lakost vettek számba, 1930-ban 700-an éltek itt, hogy aztán 1992-re a népesség majdnem az 1850-es lélekszámra csökkenjen, 497 fővel, 2010-ben pedig már csak 350 fő.
A Gyerőfy család birtoka volt, a monda szerint nevét az egyik leszármazottról, Inukáról kapta, aki a faluban folydogáló Hasznos-patak gyógyvizével kezelt reumás vagy különféle bőrbántalmaktól szenvedő betegeket. Életéről és haláláról több legenda is ismeretes a faluban.
Érdekesség, hogy az 1970-es évektől a 90-es évekig egy helyi legényekből szerveződött Rózsa Sándor Banda nevű lokálpatrióta csoport működött, mely egy, a fiatalok körében jóval korábban létező szokásvilágot és szabálygyűjteményt próbált feleleveníteni. Célja a falusi fiatalok összetartása, bálok és közös szórakozások szervezése, a legények közti hierarchia és a fiatalságon belüli rend kézben tartása, továbbá az inaktelki lányok iránt érdeklődő más falubeli legények esetleges elűzése volt. A Rózsa Sándor Banda tagjainak a legénysorból való kiöregedésével a banda megszűnt, új tagok soha nem léptek be. Megszűnése után a falu fiataljai még évekig őrizték a banda idejében meghonosodott íratlan szabályokat. Az új generációk más jellegű szocializálódása miatt mára ezek javarészt lényegtelenné váltak és homályba vesztek.

## Látnivaló
Templomát 1867-ben kezdték építeni. Az eredeti templomból megmaradt 15. századi gótikus stílusú keresztelőmedence a 21 méter magas torony aljában látható. Két harangja közül az egyik 1813-ban, a másik – Mátyás király emlékére – 1493-ban készült. A Kézdivásárhelyen készült orgona Kolonics István műve 1891-ből. Úrasztalát körösfői mesterek faragták 1935-ben.
Említésre méltóak a falu faragott homlokzatú házai és kertkapui, amelyek ma már egyre ritkábbak. A faluban készült hetven-, nyolcvan-, kilencvenéves fotókon még egy festői szépségű kalotaszegi falut láthatunk, amiből mára a kommunizmus, illetve az épített örökség iránti nemtörődömség nem sokat hagyott, de a település hangulatának negatív módon való megváltozása többnyire az 1989-es forradalom után következett be. Az 1990-es években japán turistacsoportok látogatták az elszigeteltségének köszönhetően hagyományait teljes hitelességgel őrző falut.
Látványosságai közé tartozik a templomától pár méterre található tájház. Színes és összetett népviselet (mely szinte minden házban megtalálható, az elengedhetetlen „tiszta szobával" együtt), ugyanakkor érdekes népszokások otthona is. Ugyancsak itt található meg a ritka, ősmagyar időket idéző bagazia. Inaktelke népviselete talán a világ legösszetettebb felépítésű és legszínesebb népviseleteinek egyike: a lányok pártája gyakorta az öt-hat kilót is meghaladja.